# Stora Rövarn
Stora Rövarn är en ö i Finland. Den ligger i Finska viken och i kommunen Lovisa i den ekonomiska regionen  Lovisa i landskapet Nyland, i den södra delen av landet. Ön ligger omkring 80 kilometer öster om Helsingfors.
Öns area är 6,6 hektar och dess största längd är 390 meter i nord-sydlig riktning. Ön höjer sig omkring 10 meter över havsytan.